# Trochalus maynei
Trochalus maynei är en skalbaggsart som beskrevs av Moser 1924. Trochalus maynei ingår i släktet Trochalus och familjen Melolonthidae. Inga underarter finns listade i Catalogue of Life.